# Radotinib
Radotinib (INN; tên thương mại Supect), và đôi khi được gọi bằng tên điều tra IY5511, là một loại thuốc để điều trị một số loại ung thư, nhất là bệnh bạch cầu tủy xương mạn tính dương tính với nhiễm sắc thể Philadelphia (Ph+)  với sự đề kháng hoặc không dung nạp các thuốc ức chế tyrosine-kinase Bcr-Abl khác, chẳng hạn như bệnh nhân kháng hoặc không dung nạp với imatinib.
Radotinib đang được phát triển bởi Ilyang Pharmaceutical Co., Ltd của Hàn Quốc  và được Daewoong Pharmaceutical Co. Ltd, tại Hàn Quốc hợp tác phát triển. Radotinib đã hoàn thành một nghiên cứu thử nghiệm lâm sàng giai đoạn II đa quốc gia vào năm 2012  vào tháng 8 năm 2011, Ilyang đã bắt đầu một giai đoạn III, đa quốc gia, đa trung tâm, nhãn mở, nghiên cứu ngẫu nhiên cho chỉ định đầu tiên. Cơ chế hoạt động của nó liên quan đến sự ức chế Bcr-Abl tyrosine kinase và của thụ thể yếu tố tăng trưởng có nguồn gốc tiểu cầu (PDGFR).